# 鬼面石
鬼面石（きめんいし）はつげ義春による日本の時代劇漫画作品。
1960年11月「別冊忍風4」に掲載された。

## あらすじ
容姿は不細工に生まれたものの、心は素直で従順、人を疑う事を知らず、どこまでも純粋な十万という男。しかし、ただ不細工だというだけで、何一つ悪い事をしていないのに、周囲の人間に酷い扱いを受け、さらには「醜い」という理由で投獄され、重労働を課される。脱走計画に加担させられるが失敗し、殺される寸前に、通りすがった殿様の気まぐれで助けられる。
しかし、それは決して「優しさ」や「哀れみ」からの救いではなかった。醜男な殿様は、十万の容貌を眺め、十万を痛めつけては優越感を得るのだった。しかし、足を切られ、目を矢で射られ、拷問に近い仕打ちをうけてもなお人間を疑わない十万。
最後には、片思いをしていた下女を助けようとしたが、そのために囚えられ、顔面以外を地面の中に埋められる。愛していた下女は殿様の側妾となり、冷然と十万の顔を踏む。
息絶えた十万の顔面はその後、風雪に打たれ石になった。今もなお、道を行きかう人々に、その顔を踏まれ続けているのだという。